# Vincent Stoltenberg Lerche

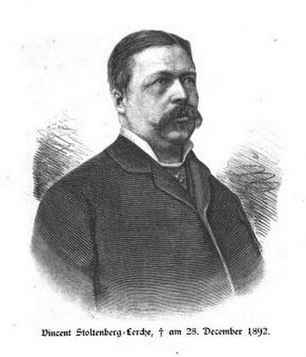
Vincent Stoltenberg Lerche

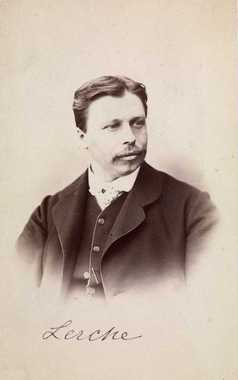
Vincent Stoltenberg Lerche, Foto, 1880

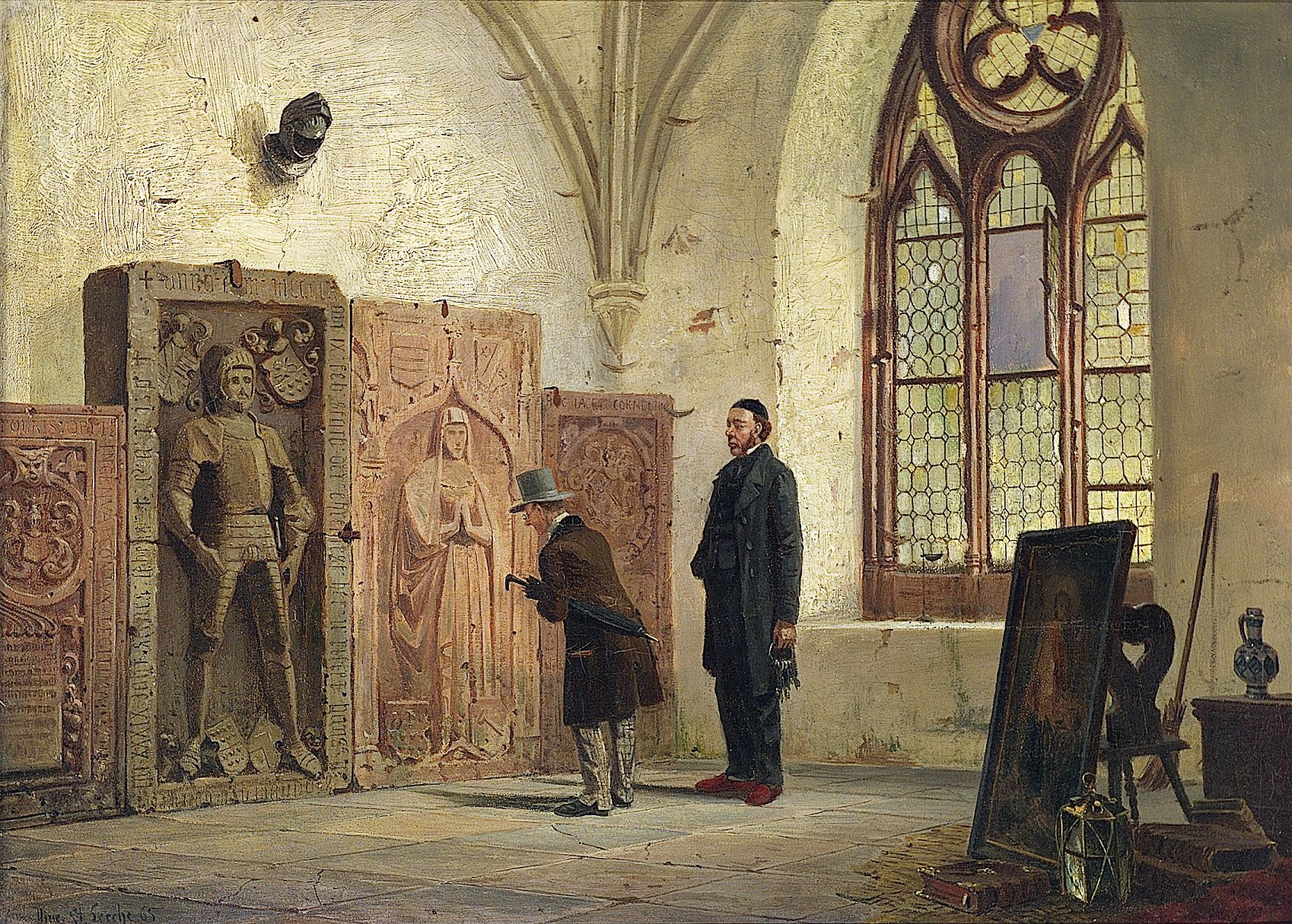
Oldsaksgranskeren, 1865

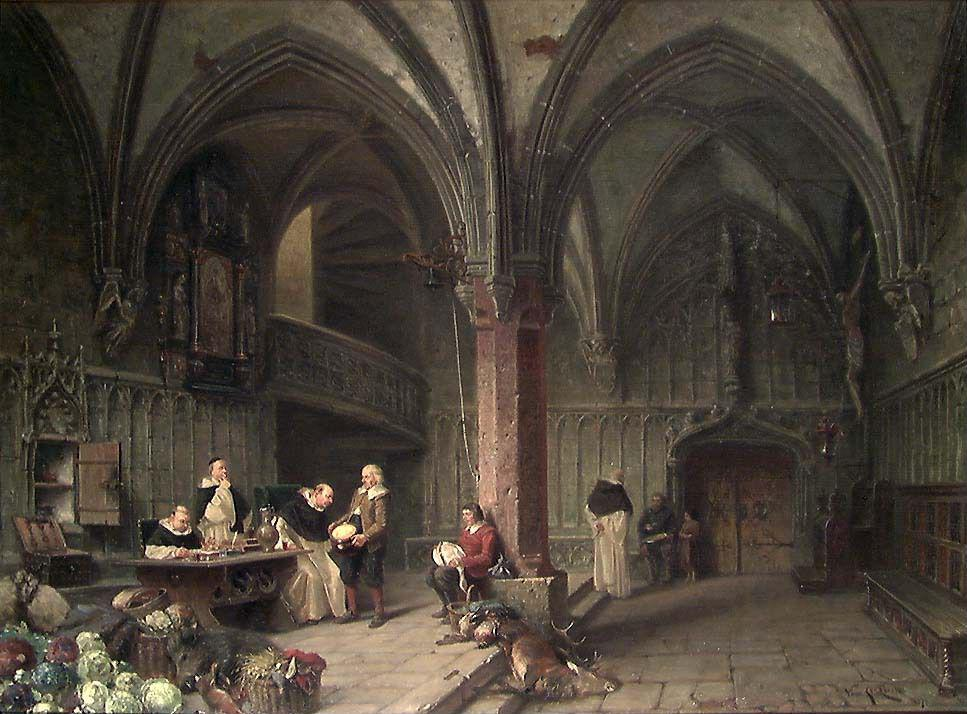
Zehntentag im Kloster, 1873

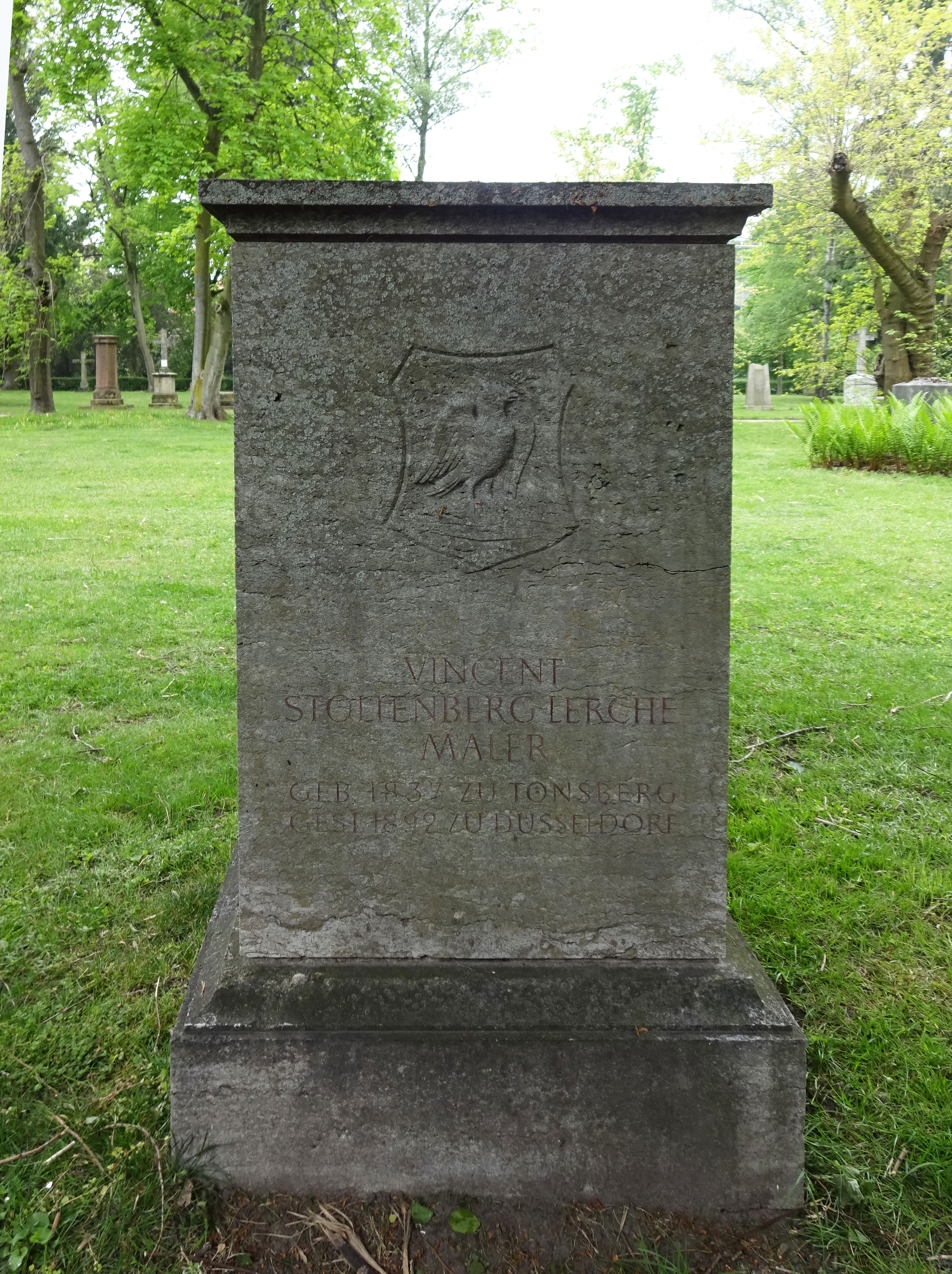
Grab des Malers Vincent Stoltenberg Lerche (2019)

Vincent Stoltenberg Lerche (* 5. September 1837 in Tønsberg, Norwegen; † 28. Dezember 1892 in Düsseldorf) war ein norwegischer Maler, der seine Gemälde auch mit „Vinc. St. Lerche“ signierte.

## Leben
Lerche wurde geboren als Sohn des gleichnamigen Vaters (1809–1894; der Großvater (1766–1820) trug auch den gleichen Namen), und dessen Frau Jane Matthew, geborene Døderlein (1804–1860). Aus der Ehe mit Kristine (Christine) Marie Rosenvinge (1838–1926), Tochter des Meteorologen Abraham Bredahl Rosenvinge (1810–1884), stammt die Halbschwester Valborg Lerche (1873–1931), Sozialarbeiterin und erste weibliche Theologin Norwegens.
1855 beendete er seine Schulausbildung und ging 1856 nach Düsseldorf, wo er in der dort herrschenden Malweise der Düsseldorfer Malerschule an der Kunstakademie Düsseldorf  von 1857 bis 1858 unter Christian Köhler, Rudolf Wiegmann und Carl Müller ausgebildet wurde. Von 1860 bis 1862 war Stoltenberg-Lerche Privatschüler von Hans Fredrik Gude. Ab 1859 bewohnte er das Haus Rosenstraße 19. Zu dieser Zeit waren die Maler Sophus Jacobsen, August Bromeis, Karl Schlesinger und Alexei Petrowitsch Bogoljubow seine Mitbewohner. 1865 waren es die Maler Max Hess, Ludvig Munthe, August Kessler, Fritz Ebel und weiterhin August Bromeis. In den 1870er Jahren bewohnte er die Adlerstraße, wo zwei seiner Kinder geboren wurden. In den 1880er Jahren wurde Stoltenberg-Lerche Eigentümer des Hauses Alexanderstraße 3, wo er auch starb.
Er malte zuerst Architekturstücke und ging deshalb nach Venedig, von da an den Rhein, wo er namentlich Kirchen malte, schließlich auch in den heimischen Norden, wo ihm Trondheim und Roskilde Vorbilder boten.
Daneben machte er sich einen Namen als Karikaturenzeichner und bevölkerte bald seine Klosterhöfe, Sakristeien und Kirchengänge mit heiteren Szenen aus der katholischen Priester- und Mönchswelt. Später hat er auch Interieurs mit Figuren aus dem 18. Jahrhundert gemalt. Seine Hauptwerke sind:
- Das Innere der Lambertikirche zu Düsseldorf (1862)
- Klosterbibliothek (1872)
- Der Zehntentag im Kloster (1873)
- Ein Wirtshaus in Köln zur Zeit der französischen Okkupation (1880)
- Der Kirchenplan (1886)
- Seemannsgeschichten (1886)

Mit den Veröffentlichungen Reiseskizzen (1872 und 1874), Kleine Bilder für große Kinder, zwei Hefte Kinderreime und Volksweisen in Arabesken (1876 und 1879) wurde er auch schriftstellerisch tätig. Darüber hinaus wirkte er auch als Illustrator zahlreicher Beiträge für deutsche, schwedische und norwegische Zeitschriften.
1866 heiratete er Marie Rittershausen (1842–1926), die Tochter des praktischen Arztes Carl Heinrich Alfred Rittershausen und dessen Ehefrau Sofie, geborene Frowein. Nach Familienrecherchen sind aus der Ehe folgende Kinder nachweisbar: Margrethe Sophie Lerche (1869–1938), der Mediziner Axel Wilhelm Bertold Stoltenberg Lerche (1872–1905) und Gunhild Lerche (1874–1893). Der Bildhauer Hans Stoltenberg Lerche (1867–1920) war das erstgeborene Kind der Familie, so auch dem Store norske leksikon zu entnehmen. Demnach ist der Manager und Unternehmer Jean-Gustave Stoltenberg-Lerche (1898–1979) sein Enkel.
Das Grab des Malers Vincent Stoltenberg Lerche befindet sich auf dem Feld VII im heute nördlichen Teil des Golzheimer Friedhofs in Düsseldorf.

## Werke
- Med blyanten: löse blade af en malers skisseböger, Ny samling. Kristiania 1873–1874.
- Små Billeder for store Børn. Ny Samling. Kristiania 1876–1879.
- Fra det gamle Hjørneskab: Skisser fra en Smaaby i Firtiaarene. Kristiania 1893.
- Die Mumie. urn:nbn:de:hbz:061:2-35067 (Digitalisierte Ausgabe der Universitäts- und Landesbibliothek Düsseldorf).